# Васильєв Микола Михайлович
Мико́ла Миха́йлович Васи́льєв (Васи́льїв, нар. 22 червня 1901, Ходорків — † 19 березня 1961, Обераммерґау, Німеччина) — український вчений-економіст, професор (1946), ректор Українського вільного університету (1955—1956).
Син дослідника цукроваріння Васильєва Михайла Калиновича. Брат актора і режисера Валерія Васильєва, одного з фундаторів Молодого театру Леся Курбаса. Учень Костянтина Воблого.

## Життєпис
Народився в Ходоркові Київської (нині — Житомирської) області 22 червня 1901 в родині відомого інженера, дослідника цукроваріння Михайла Калиновича Васильєва.
Закінчив Київський інститут народного господарства (1922), Київський університет (1924). За іншими даними — 1922 року закінчив економічний факультет, а 1924 — юридидичний факультет Київського комерційного інституту (на той час інститут мав назву «Київський інститут народного господарства»).
1927—1930 — навчання в аспірантурі. Захистив дисертацію на тему «Постачання молоком великих міст Західної Європи та Америки».
Працював в установах ВУАН під керівництвом Костянтина Воблого.
1930—1941 — співробітник, науковий секретар Київського НДІ харчової промисловості.
1941—1943 — науковий співробітник Київського дослідницького інституту краєзнавства.
З 1943 — в еміграції. З 1945 працює в Українському вільному університеті в Німеччині.
З грудня 1945 — доцент, з 27 листопада 1946 — надзвичайний, з 10 липня 1947 — звичайний професор економії Українського вільного університету, продекан факультету права й суспільно-економічних наук. З грудня 1953 — проректор, 1955—1956 академічний рік — ректор, 1956—1961 — проректор УВУ.
Член Наукового товариства імені Шевченка (НТШ) (з 1947).
Автор посібника «Вступ до економічних наук». Друге видання його посібника з'являється напередодні 25-х роковин його смерті.
Автор деяких статей в Енциклопедії українознавства.
Помер на чужині 19 березня 1961.

## Праці
- «Географія розміщення харчової промисловості України» (1932)
- «Макаронна промисловість України» (1933)
- «Історія плодоовочевої промисловості» (1940)
- «Вступ до економічних наук» (1950)
- статті в ЕУ[4]

Досліджував також теорію вартості та історію розвитку і становлення кооперативів у Франції.